# Wyspa Sobieszewska
Wyspa Sobieszewska, česky lze přeložit jako Sobieševský Ostrov, je přímořská část města Gdańsk, která je také ostrovem (Wyspa Sobieszewska). Leží na pobřeží Gdaňského zálivu Baltského moře na veletoku Visla v severním Polsku. Geograficky se nachází v Pomořském vojvodství a v mezoregionech Żuławy Wiślane a Mierzeja Wiślana, patřící do geomorfologického makroregionu Pobrzeże Gdańskie. Je to nejvýchodnější a plochou největší městská část města, která leží na hranici okresu Gdańsk a okresu Nowy Dwór Gdański.

## Historie
Archeologické nálezy dokládají osídlení v období neolitu. Hranice Wyspy Sobieszewské vznikly převážně úpravou koryta řeky lidmi v 19. století. Je obklopena ze severu přírodní bariérou - Gdaňským zálivem, z jihu do jisté míry přírodním ramenem Visly Martwa Wisła, z východu vodním kanálem a centrálním ramenem Przekop Wisły vybudovaným v roce 1895 a ze západu ramenem Visly Wisła Śmiała (postaveným v roce 1840) s jezerem Jezioro Ptasi Raj. Wyspa Sobieszewska je součástí Gdańska od 1. prosince 1973.

## Sídla
Největším sídlem a správním střediskem je Sobieszewo. Dalšími významnějšími sídly jsou východě Górki Wschodnie a na západě Przegalina a Świbno.

## Doprava
Je zde v provozu sezonní trajekt provozován sezonní trajekt Świbno - Mikoszewo (okres Nowy Dwór Gdański). Jižní část ostrova je s pevninou spojena 2 mosty. Most 100-lecia Odzyskania Niepodległości Polski je postaven mezi vesnicí Wiślinka (okres Gdaňsk) a Sobieszewo. Druhý menší most spojuje vesnici Błotnik (okres Gdaňsk) s vesnicí Przegalina. Alternativním způsobem dopravy na ostrov je také lodní doprava do několika přístavů.

## Další informace
Trvale zde žije přibližně 3250 osob. Správa čtvrti je zřízena v Sobieszewu. Přístup na ostrov je umožněn dvěma mosty z jihu a trajektem z východu od Mikoszewa. Na ostrově je několik přístavů. Na západě se nachází přírodní rezervace Rezerwat Przyrody Ptasi Raj a na severovýchodě Rezerwat przyrody Mewia Łacha. V severní části ostrova jsou pláže, duny a lesy a v jižní četné malé vodní kanály. Jsou zde turistické trasy a cyklotrasy, např. Wiślana Trasa Rowerowa.

## Galerie

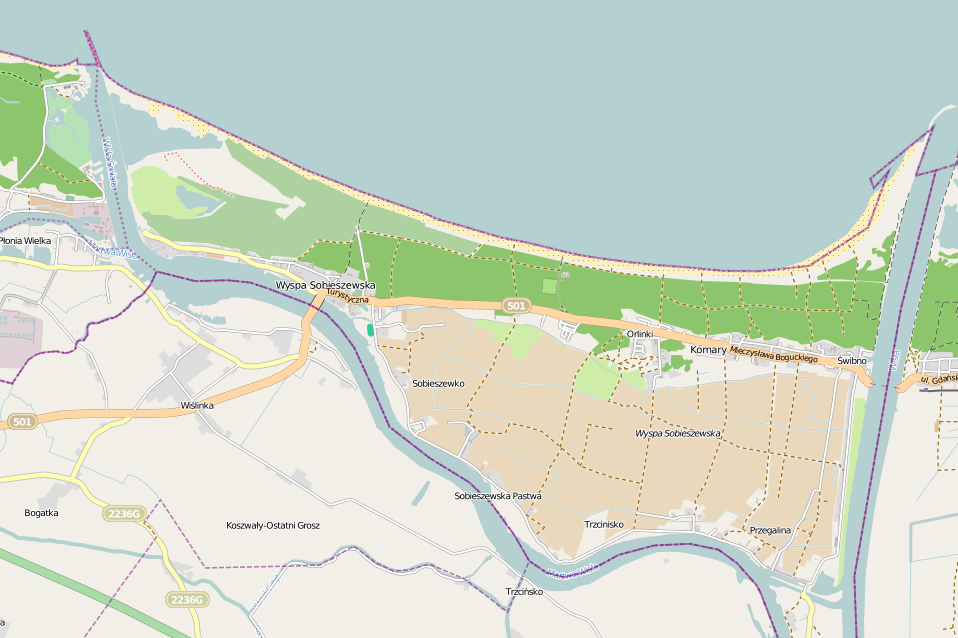
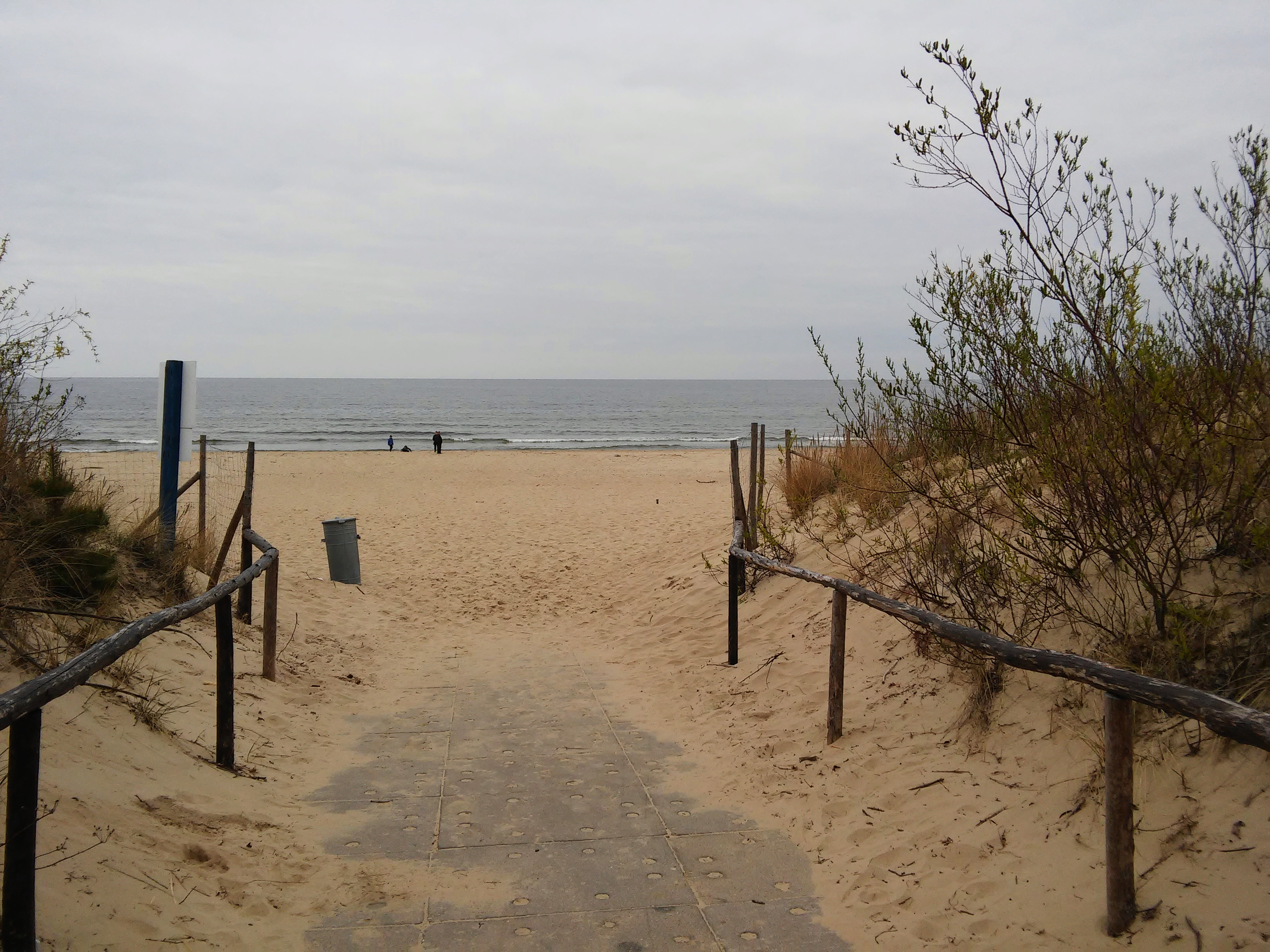
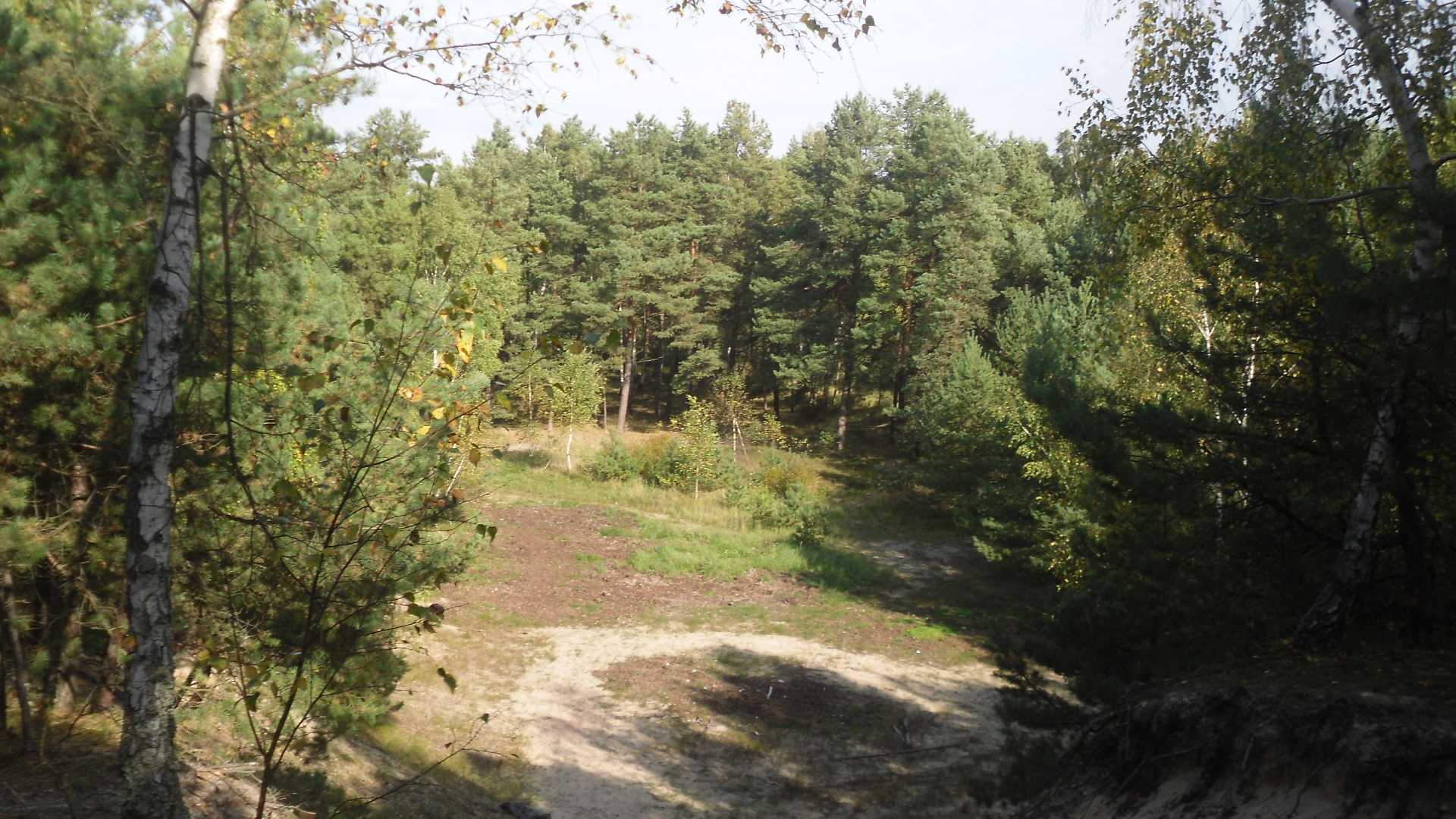
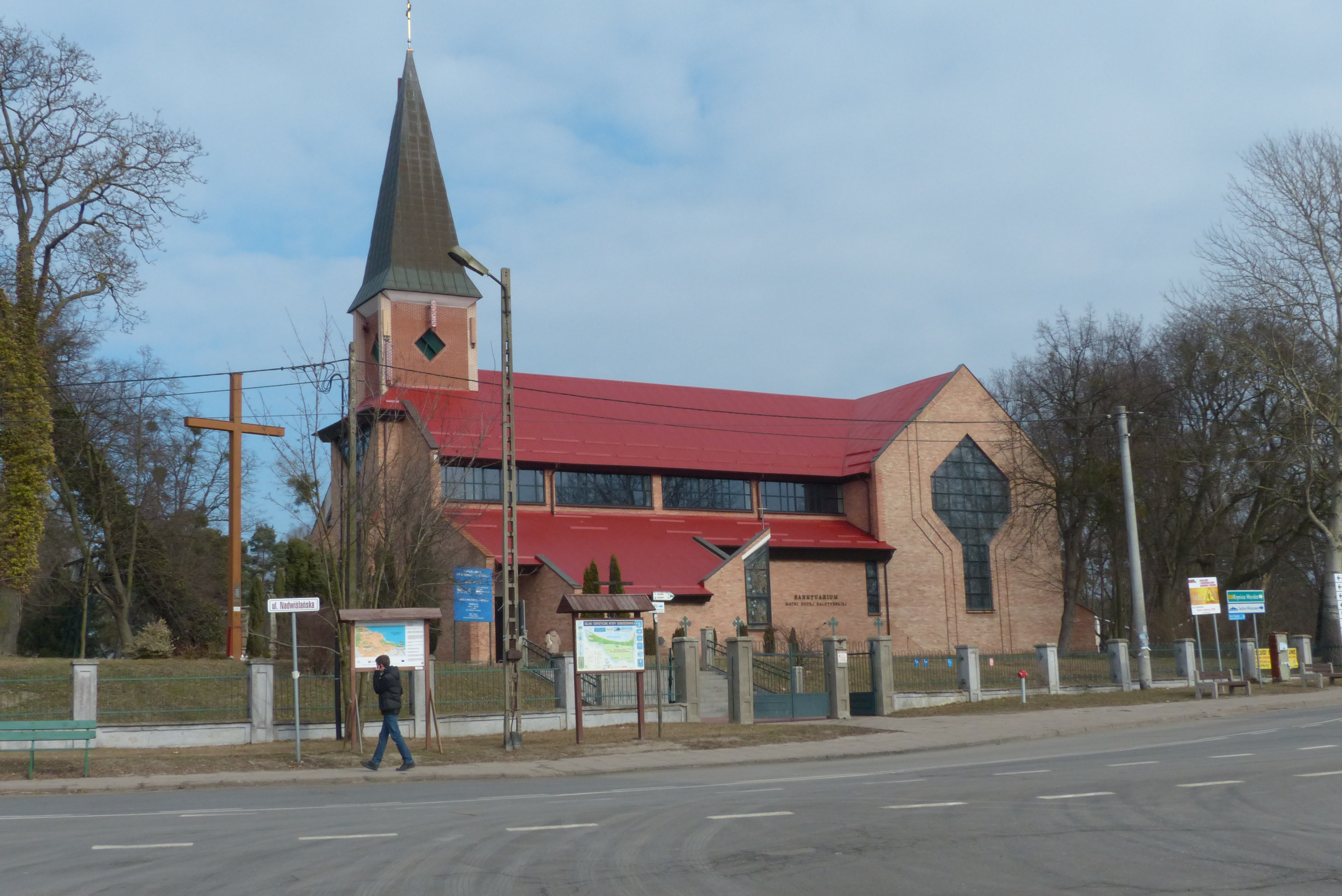
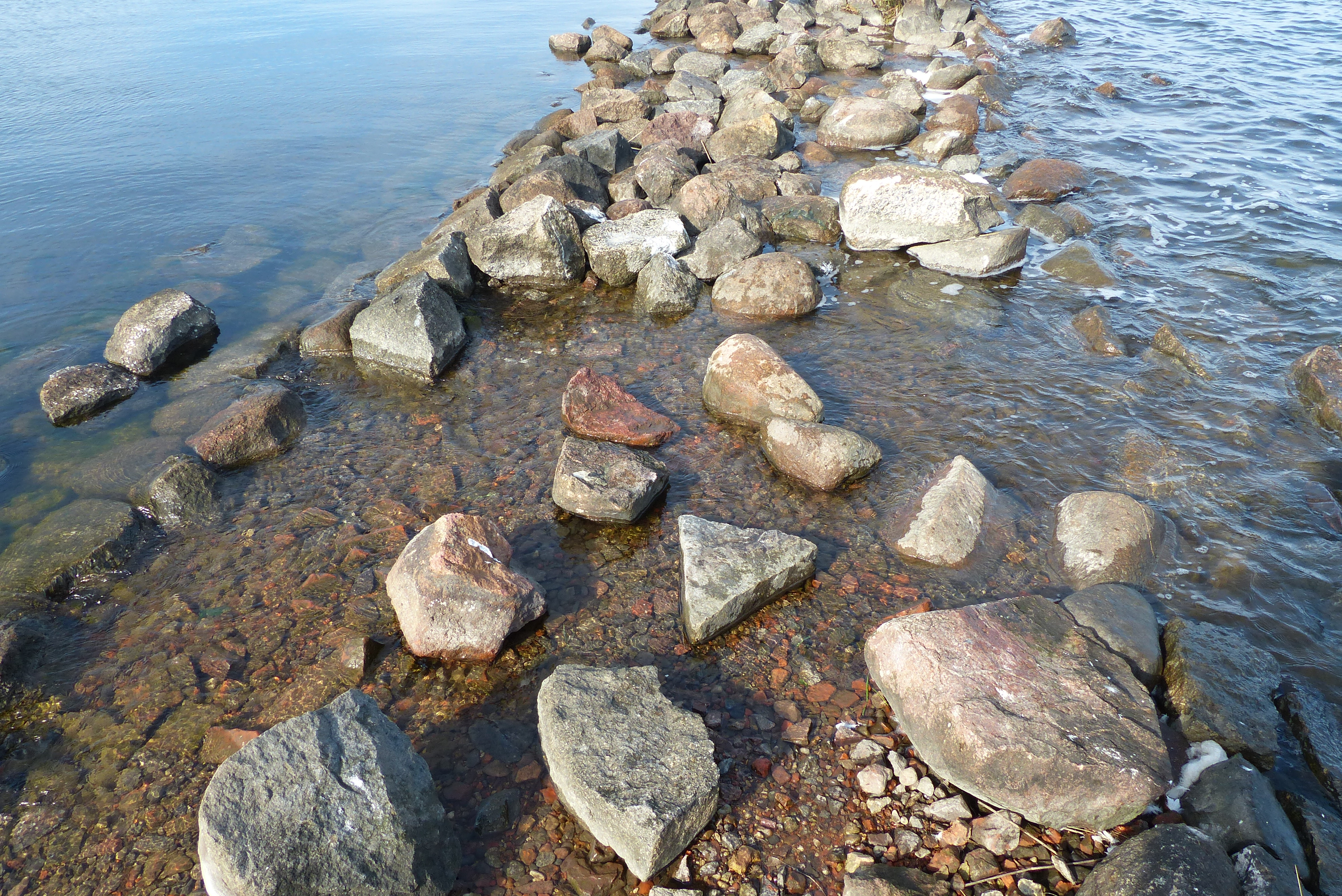